# Melongena corona
Melongena corona (nomeada, em inglêsː American crown conch, Florida crown conch, common crown conch ou king's crown conch; com "crown conch", na tradução para o português, significando "concha coroada") é uma espécie de molusco gastrópode marinho costeiro-estuarino, predador ou detritívoro, pertencente à família Melongenidae, na subclasse Caenogastropoda e ordem Neogastropoda. Foi classificada por Johann Friedrich Gmelin, em 1791, com a denominação de Murex corona. Habita áreas de variação de salinidade, como lodaçais entre marés e manguezais, ambiente próximo à foz de rios e em prados de ervas marinhas, no oeste do oceano Atlântico; em ambas as costas da península da Flórida e no leste do Alabama, nos Estados Unidos, até o México, na região do golfo do México; e em grande parte das Índias Ocidentais, em direção à América do Sul. Trata-se de uma espécie com coloração, tamanho e arquitetura de conchas altamente variáveis (coletivamente chamadas de "complexo de corona"), o que lhe rendeu uma série de nomenclaturas de espécies e subespécies, muitas atualmente inválidas.

## Descrição da concha
Sua concha é piriforme de, no máximo, 20.5 centímetros (fêmeas são, em média, ligeiramente maiores que os machos), com espiral mais ou menos alta e protoconcha pequena e arredondada. Sua característica mais marcante é a presença de uma superfície estriada com uma série de projeções espiniformes, mais ou menos altas, nas extremidades de suas voltas finais, que geralmente apontam em direção ao topo de sua espiral; às vezes acompanhadas de outra sequência de projeções espiniformes na metade final de sua volta corporal. Abertura dotada de lábio externo fino e interior esmaltado, dotada de grande opérculo córneo e oval, em forma de unha e com anéis concêntricos. O canal sifonal é curto e a columela sem pregas. Sua coloração vai do branco ao grisáceo, com faixas pardo-violáceas ou creme-alaranjadas de tonalidades mais ou menos intensas.

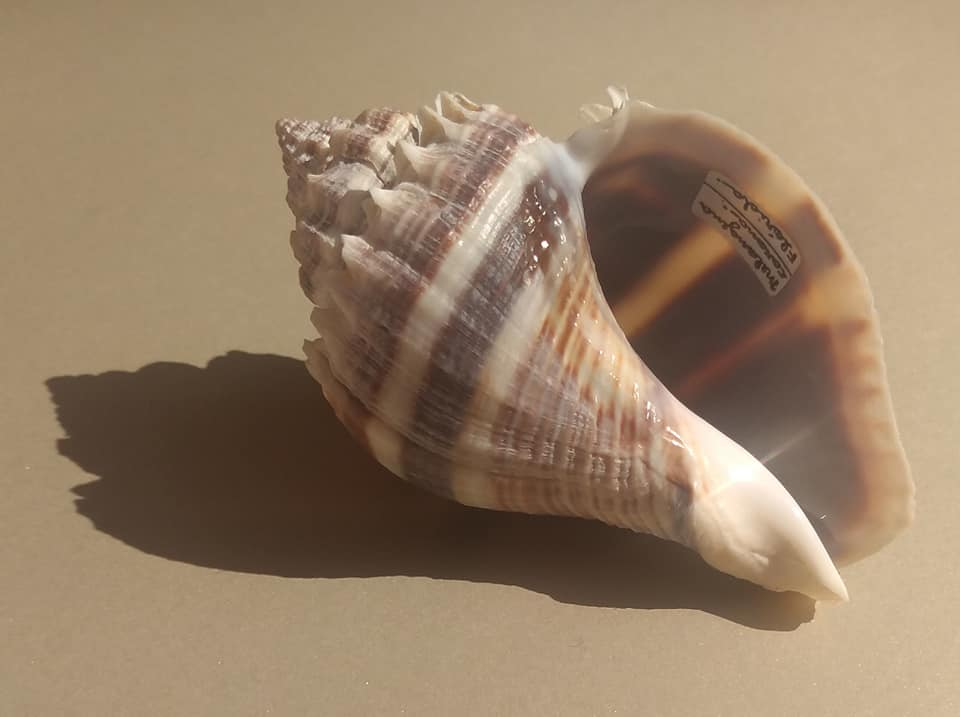
Vista inferior de uma concha de M. corona.

## Habitat, distribuição geográfica e hábitos
Melongena corona habita a zona entremarés até os 2 a 2.5 metros de profundidade, em águas tropicais a subtropicais do oeste do oceano Atlântico; em ambas as costas da península da Flórida e no leste do Alabama, nos Estados Unidos, até o México, na região do golfo do México; e em grande parte das Índias Ocidentais, em direção à América do Sul; em áreas de variação de salinidade, como lodaçais entre marés e manguezais, ambiente próximo à foz de rios e em prados de ervas marinhas; em associação com recifes cobertos por ostras, enquanto os animais menores, de sua espécie, dominam as regiões entre as marés. Elas são excluídas das áreas costeiras de arrebentação (com fortes ondas) e, quando expostas na maré baixa, normalmente se enterram na areia até a próxima maré alta. Seus indivíduos podem cometer o canibalismo; mas geralmente são detritívoros ou se alimentam de vários tipos de bivalves, como Crassostrea virginica, Ensis minor e Tagelus divisus, além de gastrópodes maiores (Busycon) ou Ascidiacea.

## Subespécies
M. corona possui duas subespécies, segundo o World Register of Marine Speciesː
- Melongena corona corona - Descrita por Gmelin em 1791 (forma nominal).
- Melongena corona winnerae - Descrita por Petuch em 2003; na obra Cenozoic Seas: The View From Eastern North America.

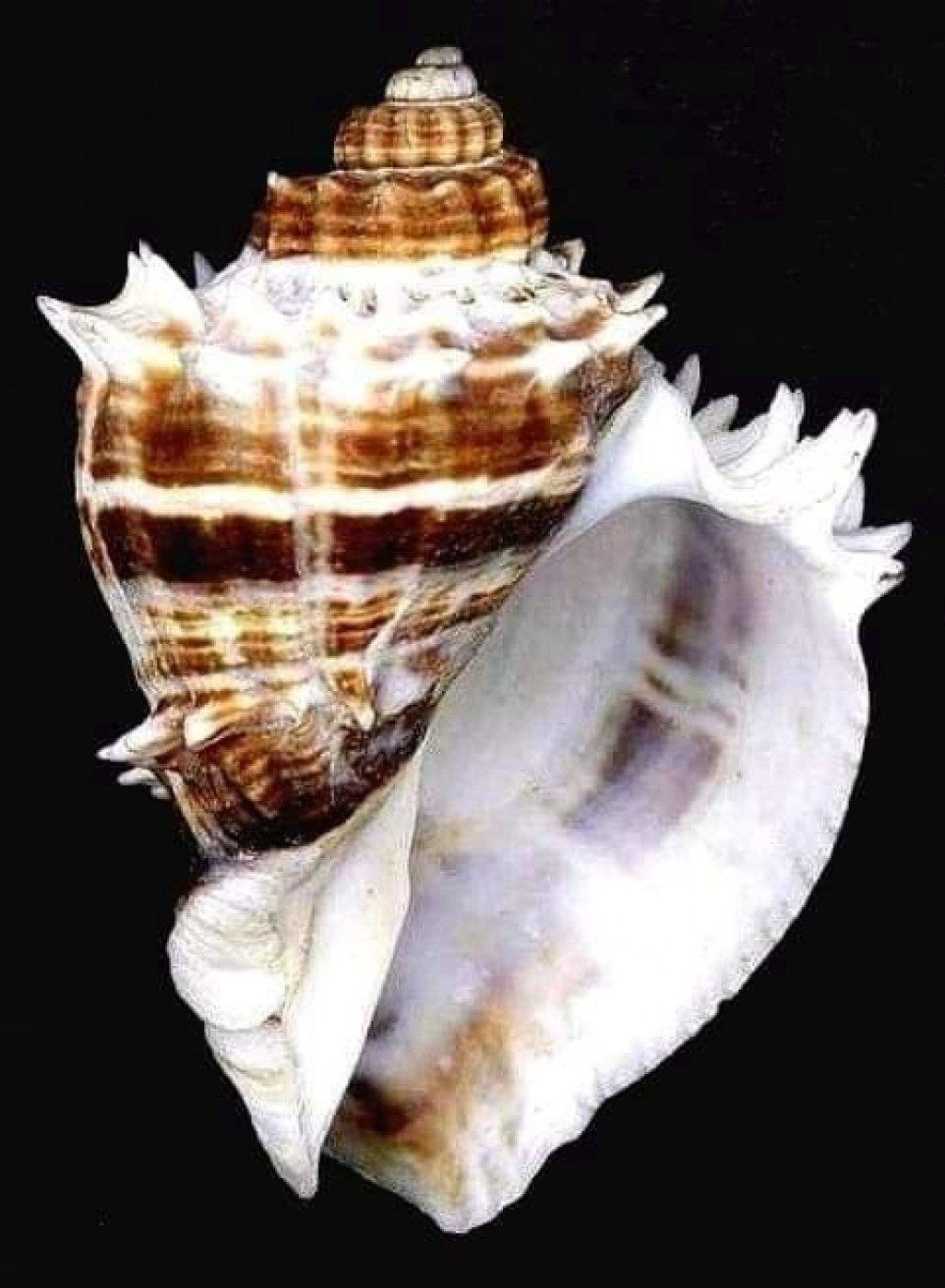
Vista inferior de uma concha de M. corona; espécime da coleção do Museu de História Natural de Leiden.